# Erkki Kivijärvi
Kaarle Erkki Kivijärvi, född 24 september 1882 i Uleåborg, död 20 januari 1942 i Helsingfors, var en finländsk tidningsman, författare, teaterman och diplomat med mera.
Kivijärvi blev filosofie kandidat 1904. Han tillhörde 1906–1908 och 1916–1919 Helsingin Sanomats redaktion och verkade från 1921 som tidningens redaktionssekreterare. Han var 1908–1912 chef för Maaseututeatteri i Viborg och skapade sig även ett namn som litteratur- och framförallt teaterkritiker.
Kivijärvis litterära produktion omfattar teateressäer (utgivna bland annat i volymen Näyttämöltä ja katsomolta, 1918), dikt- och novellsamlingar, skådespel (bland annat karaktärskomedin Hänen tyttärensä, 1938, där han skildrade miljöstämningen från sekelskiftet), romaner (till exempel Tervaporvari, 1933), memoarer med mera. I romanen Kauppaneuvos (1937) skildrade han sin väns, affärsmannen Juho Lallukkas originella personlighet.
Kivijärvi tjänstgjorde även inom utrikesförvaltningen bland annat som legationssekreterare i Oslo 1919–1921 och var därtill någon tid läroverkslärare och programchef vid Rundradion.